# Ljoeblinsko-Dmitrovskaja-lijn
De Ljoeblinsko-Dmitrovskaja-lijn is een lijn van de metro van Moskou. De eerste zes stations werden  geopend in 1995, na diverse verlengingen is er sinds 7 september 2023 sprake van 26 stations. De lijn loopt tussen Fizteh in het noorden en Zjablikovo in het zuiden.

## Geschiedenis
De bouwplannen stammen uit de vroege jaren 1980 in de Sovjettijd. Door de val van de Sovjet-Unie liepen de plannen en de bouw vertraging op. De lijn werd uiteindelijk in 1995 als Ljoeblinskaja-lijn geopend. Het traject werd zes keer verlengd. Ook sommige van deze uitbreidingen liepen ernstige vertraging op als gevolg van de financiële crisis in Rusland. 
De bouw van het noordelijke deel van de lijn, de Dmitrovskaja-radius, werd geheel stilgelegd en pas rond 2005 hervat. De eerste verlenging met drie stations aan de zuidkant volgde in 1996 en in 1999 werd Doebrovka ingevoegd. Het duurde vervolgens tot 2007 voordat twee stations in het centrum werden geopend, toen is ook de naam van de lijn gewijzigd in Ljoeblinsko-Dmitrovskaja-lijn. De derde verlenging met eveneens twee stations werd in 2010 geopend. In 2011 werd lijn in het zuiden doorgetrokken tot aan lijn 2. In 2016 kwamen er nog twee stations aan de noordkant bij en werden de perrons van Petrovsko-Razoemovskaja als noordelijk eindpunt in gebruikgenomen. De zesde verlenging, verder naar het noorden, volgde op 22 maart 2018 waarmee het Moskouse net het aantal van 215 stations bereikte. Op 7 september 2023 werden nog drie stations ten noorden van Seligerskaja toegevoegd. Volgens de plannen komt ten zuiden van Seligerskaja een splitsing voor een zijlijn met twee stations.

## Metrostations
| Station                 | Overstappunt                         | Foto                    | Geopend           | Nr. |
| ----------------------- | ------------------------------------ | ----------------------- | ----------------- | --- |
| Fiztech                 |                                      |                         | 7 september 2023  |     |
| Lianozovo               |                                      |                         | 7 september 2023  |     |
| Jachromskaja            |                                      |                         | 7 september 2023  |     |
| Seligerskaja            |                                      |                         | 22 maart 2018     |     |
| Verchnië Lichobory      |                                      |                         | 22 maart 2018     |     |
| Okroezjnaja             |                                      |                         | 22 maart 2018     |     |
| Petrovsko-Razoemovskaja |                                      |                         | 16 september 2016 |     |
| Fonvizinskaja           | (Oelitsa Milasjenkova)               |                         | 16 september 2016 |     |
| Boetyrskaja             | (Ostankino)                          |                         | 16 september 2016 |     |
| Marina Rosjtsja         |                                      |                         | 19 juni 2010      | 182 |
| Dostojevskaja           |                                      |                         | 19 juni 2010      | 181 |
| Troebnaja               | (Tsvetnoj Boelvar)                   |                         | 30 augustus 2007  | 166 |
| Sretenski Boelvar       | (Tsjistieje Proedy) (Toergenevskaja) |                         | 29 december 2007  |     |
| Tsjkalovskaja           | BKV vonat symbol                     |                         | 28 december 1995  | 151 |
| Rimskaja                | (Plosjtsjad Ilitsja)                 |                         | 28 december 1995  | 152 |
| Krestjanskaja Zastava   | (Proletarskaja)                      |                         | 28 december 1995  | 153 |
| Doebrovka               |                                      |                         | 11 december 1999  | 161 |
| Kozjoechovskaja         |                                      |                         | 28 december 1995  | 154 |
| Joezjnyj Port           |                                      | geplande bouw 2021-2023 | 2024              |     |
| Petsjatniki             |                                      |                         | 28 december 1995  | 155 |
| Volzjskaja              |                                      |                         | 28 december 1995  | 156 |
| Ljoeblino               |                                      |                         | 25 december 1996  | 157 |
| Bratislavskaja          |                                      |                         | 25 december 1996  | 158 |
| Marino                  |                                      |                         | 25 december 1996  | 159 |
| Borisovo                |                                      |                         | 2 december 2011   |     |
| Sjipilovskaja           |                                      |                         | 2 december 2011   |     |
| Zjablikovo              | (Krasnogvardejskaja)                 |                         | 2 december 2011   |     |